# Шаханга, Гидамис
Гидамис Шаханга — танзанийский легкоатлет, который специализировался в марафоне. Серебряный призёр чемпионата Африки 1979 года. Занял 15-е место на Олимпиаде 1980 года. На олимпийских играх 1984 года выступал на дистанциях 10 000 метров, на которой не вышел в финал и в марафоне занял 22-е место. Чемпион Восточной и Центральной Африки 1988 года на дистанции 10 000 метров.

## Достижения
- 1984:  Лос-Анджелесский марафон — 2:10.19
- 1984:  Роттердамский марафон — 2:11.12
- 1986:  Лос-Анджелесский марафон — 2:13.27
- 1986:  Гамбургский марафон — 2:14.07
- 1989:  Берлинский марафон — 2:10.11
- 1989:  Марафон Гонолулу — 2:14.05
- 1990:  Берлинский марафон — 2:08.32
- 1990:  Венский марафон — 2:09.28